# Anna Åkerhielm (politiker)
Anna Elisabeth Åkerhielm, född 21 oktober 1946 i Danmark, är en svensk politiker (moderat), som var riksdagsledamot 1994–2002 för Skåne läns västra valkrets. I riksdagen var hon ledamot i finansutskottet 1998–2002 (dessförinnan suppleant 1994–1998) och suppleant i arbetsmarknadsutskottet 1994–2002.